# Luís Pedro Duarte
Luís Pedro Duarte, (Lisboa, 23 de Agosto de 1968) é um gestor e empreendedor português.
Foi fundador da CBR– Consultores e fez a sua carreira em empresas privadas, tendo exercido, entre outras funções, as de responsável pela Divisão de Estratégia & Operações da Deloitte, Managing Director e Vice-Presidente da Accenture e simultaneamente responsável pelo sector de Financial Services (Banca e Seguros).
Tem liderado projetos de estratégia corporativa, fusões e aquisições, modelos operativos e de crescimento para organizações em Angola, Brasil, México, Reino Unido, França, Espanha e Portugal.

## Carreira

### Empresarial
Luís Pedro Duarte é licenciado em Organização e Gestão de Empresas no ISCTE - Instituto Universitário de Lisboa (1991) e detém diversas especializações obtidas na European Foundation for Management Development, The Hong Kong University for Science and Technology e na Kellogg School of Management de Chicago (2012).
Fez a sua carreira em empresas privadas, tendo exercido, entre outras funções, as de responsável pela Divisão de Estratégia & Operações da Deloitte, Managing Director e Vice-Presidente da Accenture e simultaneamente responsável pelo sector de Financial Services (Banca e Seguros).
Tem liderado projetos de estratégia corporativa, fusões e aquisições, modelos operativos e de crescimento para organizações em Angola, Brasil, México, Reino Unido, França, Espanha e Portugal.
Académica
Luís Pedro Duarte é licenciado em Organização e Gestão de Empresas no ISCTE - Instituto Universitário de Lisboa (1991) e detém diversas especializações obtidas na European Foundation for Management Development, The Hong Kong University for Science and Technology e na Kellogg School of Management de Chicago (2012). 

## Vida pessoal
Casado, pai de 2 filhos, tem uma irmã gémea.